# Casa Chinchon
La casa Chinchon és un edifici a la vila d'Horta de Sant Joan (Terra Alta) inclòs a l'Inventari del Patrimoni Arquitectònic de Catalunya. Construcció consistent en planta soterrani, baixa i primera o golfa, de forma sensiblement rectangular entre mitgeres amb façana i accés pel carrer de Baix i façana per una rampa, prolongació del carrer Maragall. L'accés pel carrer de Baix es produeix per una rampa en pendent oposat al carrer, mitjançant arc de mig punt adovellat. Aquest arc està a la zona lliure de la mitgera, gràcies al retranqueig del carrer en aquest punt. És en aquest pany de façana on estan la majoria de les obertures del c/ Baix amb la resta de la façana cega, excepte una porta al límit amb l'altra mitgera. Obertures de forma desordenada, on solament guarda relació l'arc de mig punt amb balcó de la planta baixa. Façana molt renovada a la rampa del c/ Maragall, sense accés. En aquesta façana hi ha tres nivells, degut a la diferent cota entre les carrers. Obertures desordenades en les diferents plantes. Llindes renovades formant arc rebaixat de pedra amb escopidors motllurat de pedra, també renovats. Crida l'atenció el balcó sensiblement descentrat respecte a l'obertura. Edifici amb trets gòtics-renaixentistes i populars en bon estat de conservació i habitat en l'actualitat. Façanes a base de carreus de pedra i paredat amb peces bastant regulars. Interior actualitzat.